# Miroslav Ševčík
Miroslav Ševčík (* 15. června 1958 Gottwaldov) je český politik, ekonom a vysokoškolský pedagog, bývalý děkan Národohospodářské fakulty Vysoké školy ekonomické v Praze, který funkci vykonával nejprve mezi lety 2010 a 2018, poté znovu v letech 2022 až 2023.
V roce 1989 byl spoluzakladatelem Liberálního institutu a jeho ředitelem od roku 1990 do 2013. V roce 2013 byl z funkce odvolán a z organizace vyloučen. Následně v roce 2017 s dalšími vyloučenými kolegy spoluzaložil Liberální akademii.

## Vzdělání
Narodil se v roce 1958 ve Zlíně (tehdy Gottwaldov). Základní školu a gymnázium navštěvoval v Otrokovicích, kde v roce 1977 složil maturitní zkoušku. Následně maturoval i roku 1979 v oboru zahraniční obchod na dnešní Českoslovanské akademii obchodní Dr. Edvarda Beneše v Resslově ulici. Absolvoval Národohospodářskou fakultu VŠE (1983 – titul Ing.) a na stejné fakultě získal v roce 1993 titul kandidáta věd (v oboru obecná ekonomická teorie) a v roce 2010 docenturu (v oboru hospodářská politika). V roce 1989 byl na zahraničním studijním pobytu na Vídeňské univerzitě.

## Akademická a veřejná činnost

### Publikační činnost
Miroslav Ševčík bývá kritizován za nízkou úroveň své vědecké práce, především publikační činnosti. Na svých stránkách uvádí desítky publikací, kritici však upozorňují, že jen minimum z nich je publikováno ve vědeckých periodikách s vědeckým recenzním řízením a tedy splňují kritéria vědecké práce. Dle databáze Scopus měl Ševčík v polovině roku 2024 za čtyřicet let vědecké práce tři indexované publikace a jeho H-index měl hodnotu 1 (čím vyšší, tím lepší). V seznamu českých citovaných ekonomů z roku 2008 nebyl Ševčík uveden vůbec.

### Působení na Vysoké škole ekonomické
Od roku 1983 působí na Vysoké škole ekonomické, nejprve jako asistent (do roku 1986) a poté jako odborný asistent. V souvislosti se změnami v roce 1989 se angažoval v akademickém životě na Vysoké škole ekonomické. V roce 1990 kandidoval na funkci rektora, zde byl poražen Věňkem Šilhánem. Stal se prorektorem pro pedagogiku, výstavbu a přestavbu. Po roce 1991 se vrátil na Národohospodářskou fakultu, kde působil na katedrách ekonomických teorií, hospodářské politiky a hospodářské a sociální politiky. Na jaře roku 2010 byl zvolen děkanem Národohospodářské fakulty a v roce 2014 znovuzvolen na další čtyřleté období. V roce 2013 získal ocenění Zlaté koruny Nejaktivnější akademik roku. Dne 19. září 2018 mu byla udělena cena Institutu Václava Klause jako významné osobnosti českého ekonomického vysokého školství za dlouhodobý rozvoj společenských věd, za prosazování myšlenek svobody, volného trhu, tradičních konzervativních hodnot a politické demokracie.
Na Vysoké škole ekonomické působil taktéž jako člen celoškolského akademického senátu (1997–2000) a předseda akademického senátu Národohospodářské fakulty (2003–2010). Ve funkci jej nahradil Ján Pavlík.
Roku 2011 spolupracoval na publikaci Učíme ekonomii 90 let.
Na VŠE vede Katedru hospodářské a sociální politiky. Od roku 2006 je členem řídicí tříčlenné komise znaleckého ústavu VŠE.
Dne 20. dubna 2022 byl opětovně zvolen děkanem Národohospodářské fakulty VŠE v Praze. Ve volbě fakultního akademického senátu neměl protikandidáta. Podle zjištění zpravodajského serveru Seznam Zprávy mělo nejméně sedm z celkem devíti senátorů se Ševčíkem úzké vazby. Jeho dlouhodobě blízkým spolupracovníkem je vedoucí senátu Ján Pavlík. Dalšími členy akademického senátu v té době byli Ševčíkův advokát Jan Vondráček, novinář Marek Korejs, který o Ševčíkovi pravidelně píše pro Parlamentní listy, manažer Karel Zeman, který v letech 2006 a 2007 zastával roli náměstka ministra financí Vlastimila Tlustého a za jehož působení se Ševčík stal členem dozorčí rady státního podniku České aerolinie, Zdenka Vostrovská, odborná asistentka ze Ševčíkem vedené Katedry hospodářské a sociální politiky, Martin Kovář, bývalý prorektor Univerzity Karlovy, který se po svém obvinění z plagiátorství uplatnil na Národohospodářské fakultě VŠE, a Ševčíkův bývalý student a v roce 2020 sponzor Trikolóry Marek Koten.
V červnu jej do funkce jmenoval rektor VŠE v Praze Petr Dvořák. Funkce se ujal 1. července 2022. V březnu 2023 ho rektor VŠE Dvořák vyzval k rezignaci. Důvodem byly hromadící se kontroverze poškozující jméno vysoké školy. Za výzvu k rezignaci se postavili i studenti VŠE. Ministr školství Vladimír Balaš (STAN) považoval Ševčíkovo setrvání ve funkci děkana za neudržitelné. V dubnu fakultní akademický senát hlasoval 6:2 hlasy proti odvolání Ševčíka. Rektor VŠE Dvořák následně v květnu podal na Ševčíka podnět k Etické komisi VŠE. Zatímco Etická komise Národohospodářské fakulty (kterou ovšem jmenuje a odvolává děkan, tedy sám Ševčík) ve svém rozhodnutí uvedla, že Ševčík kodex vysoké školy neporušil, Etická komise VŠE došla ve své zprávě k opačnému závěru. Dne 26. června 2023 odsouhlasil Akademický senát VŠE, že rektor Dvořák může Ševčíka z funkce děkana odvolat, a to poměrem 20 hlasů ku 6. Sám Ševčík uvedl, že pokud jej rektor odvolá, obrátí se na právní kancelář. Dne 13. prosince 2023 rektor VŠE Ševčíka odvolal (ten však odmítl dokument na místě převzít, odvolání proto nebylo pravomocné). Rektor proto Ševčíkovi rozhodnutí zaslal týž den datovou zprávou a čekalo se, až ji Ševčík otevře, nebo až uplyne 10 dní od doručení, kdy je zpráva považována za doručenou a kdy rozhodnutí nabývá právní moci. Ševčík zprávu otevřel 20. prosince 2023, čímž se rozhodnutí stalo pravomocným. Ve vedení fakulty Ševčíka dočasně nahradila proděkanka pro studium Adéla Zubíková a fakultní senát vyhlásí na místo děkana volby. Zubíková navrhla Ševčíka v červnu 2024 na funkci proděkana fakulty pro ekonomiku. Dne 18. března 2025 oznámil, že ve funkci proděkan Národohospodářské fakulty Vysoké školy ekonomické v Praze skončí k 28. březnu ve funkci. Rezignaci zdůvodnil podle něj politicky motivovaným tlakem rektora Petra Dvořáka.

#### Žaloba Ševčíka na VŠE
Ševčík se rozhodl zažalovat Vysokou školu ekonomickou kvůli svému odvolání, když podal proti rozhodnutí rektora správní žalobu. Ve sporu s VŠE ho zastupuje právník Aleš Gerloch, který v žalobě vyjmenoval řadu pochybení včetně údajné diskriminace a šikanózního postupu a také navrhl odložit platnost rozhodnutí o odvolání do té doby, než projedná celou žalobu. Městský soud v Praze však podané žalobě odkladný účinek nepřiznal.

### Liberální institut a Liberální akademie
V roce 1989 spoluzakládal Liberální institut, jehož byl ředitelem a předsedou správní rady. V roce 2013 byl ze všech funkcí odvolán členskou schůzí. Důvodem mělo být zásadní selhání při řízení Liberálního institutu. Jeho nástupcem se stal Petr Koblovský. V roce 2015 Obvodní soud pro Prahu 1 rozhodl, že odvolání Ševčíka z postu předsedy správní rady Liberálního institutu bylo platné. Nejvyšší soud ČR dne 30. května 2018 zrušil toto rozhodnutí a následně Obvodní soud pro Prahu 1 dne 4. září 2019 rozhodl, že odvolání Ševčíka bylo neplatné. Pravomocně neplatnost odvolání potvrdil i Městský soud v Praze dne 9. července 2020.
V roce 2017 s Jánem Pavlíkem a Miroslavem Maňáskem spoluzaložili Liberální akademii.

### Ostatní činnost
Působil také v Radě vysokých škol (RVŠ), kterou v roce 1989 spoluzakládal a kde podporoval vznik Studentské komory. V letech 1991–1995 se stal předsedou pracovní komise pro záležitosti studentů, která se zabývala sociálním zajištěním studentů. V Radě vysokých škol byl také v letech 1991–1996 členem předsednictva.
Mezi listopadem 2006 a dubnem 2007 působil po nominaci od Ministerstva financí jako předseda dozorčí rady Českých aerolinií. Odvolán byl kvůli střetu zájmů.
Je synovcem Josefa Odložila, jeho matka Miloslava Ševčíková je Odložilova sestra. Je ředitelem a předsedou organizačního výboru atletického mítinku Memoriál Josefa Odložila. Dlouholeté spory s jeho bývalým obchodním partnerem Pavlem Šourkem vyvrcholily v roce 2023, kdy Ševčík přišel o ochrannou známku „Memoriál Josefa Odložila“, kterou získal právě Šourek. V dlouholetém právním sporu Ševčíka zastupoval právník Jan Vondráček, který v té době byl členem fakultního akademického senátu Národohospodářské fakulty VŠE.
V březnu 2023 po 35 letech rezignoval na post předsedy disciplinární komise Českého atletického svazu.

## Politika a názory
V roce 1984 vstoupil do KSČ. Od 2. ledna 1986 byl veden v seznamu pod registračním číslem 176727 u Zpravodajské správy Generálního štábu ČSLA jako osoba, o kterou měla kontrarozvědka zájem. Z tohoto záznamu vyplývá, že nikdy nepodepsal spolupráci se žádnou policejní složkou ani zpravodajskou správou Československé lidové armády, o čemž svědčí i čisté lustrační osvědčení. Na archivy vojenské rozvědky se však lustrační osvědčení nevztahuje.
Z „polistopadových“ politiků si nejvíce váží Václava Klause.
V roce 2012 uvedl, že je skeptický v otázce udržení eurozóny a eura. Poukazoval na neblahé důsledky dotování Řecka. Evropskou unii obvinil z přílišného socialismu a podléhání politiků zájmové lobby. Také je kritikem politické unie. Věří, že korupci by omezila forma soutěžení o veřejné zakázky na internetu. Ze současné[kdy?] finanční situace v Česku viní politiky, kteří jednali a jednají populisticky a kteří v minulosti odkládali důležité reformy.
V roce 2019 začal spolupracovat s hnutím Trikolóra Václava Klause mladšího, stal se garantem programu hnutí pro resort finance.
Dne 3. září 2022 vystoupil na demonstraci Česká republika na 1. místě! na Václavském náměstí v Praze. Premiéra Petra Fialu ve svém projevu označil za „hňupa“ a „lokaje“ bruselských byrokratů. V Evropském parlamentu podle Ševčíka Fiala „musel jako malý smrad poslouchat výblitky člena Evropského parlamentu Guye Verhofstadta“, přitom „kdyby měl koule, tak by mu dal alespoň slovně po hubě za jeho nehorázné řeči“. Od Ševčíkova vystoupení se pak distancoval rektor VŠE Petr Dvořák, který jeho formu i osobní útoky na premiéra označil za nepřijatelné. Kritické stanovisko zaujal i předseda Akademického senátu VŠE Marek Stříteský a jeho místopředseda Lukáš Hulínský, podle nějž Ševčík svým projevem porušil morálně-etické zásady vedoucích pracovníků VŠE.
Po protivládní demonstraci konané 11. března 2023 se demonstranti pokusili proniknout do budovy Národního muzea s cílem strhnout na muzeu vyvěšenou ukrajinskou vlajku. Policisté v souvislosti s incidentem zadrželi 18 lidí, přičemž 2 lidé se během potyček zranili. Ševčík po situaci uvedl, že zásah policie byl „brutální“ a „horší než Palachův týden“. Následně prohlásil, že šel náhodou kolem z oslavy v restauraci v ulici V jámě, když ho oslovil neznámý muž, že ho příslušníci policie brutálně zbili. Podle svých slov se vypravil se zraněným mužem vyhledat velitele zásahu, kterému si chtěl stěžovat na postup policie. Nahrávky však odhalily Ševčíkovu přítomnost (v bundě v národních barvách) na demonstraci v době, kdy měl být v restauraci, a poté na levém schodišti Národního muzea, když policie vytlačovala demonstranty od budovy. Na záběrech nikde není Ševčík se zmíněným zraněným mužem, na schodišti si pak nahrává demonstraci a zásah policie na mobilní telefon. Vedení VŠE se Ševčíkovým jednáním začalo zabývat a rektor navrhl Ševčíka odvolat. Fakultní senát nicméně pro Ševčíkovo odvolání nehlasoval. V otevřeném dopise rektorovi nazvaném „Nechte učit Ševčíka“ mu vyjádřili podporu někteří politici, publicisté, podnikatelé či právníci, mezi nimi poslanci SPD Jaroslav Bašta a Jiří Kobza, právník Zdeněk Koudelka (Trikolora), předsedkyně Trikolory Zuzana Majerová nebo publicista Michal Semín (Akce D.O.S.T.). V době, kdy v červnu 2023 Akademický senát VŠE jednal o možnosti odvolání Ševčíka z funkce děkana, se před budovou VŠE konala demonstrace na Ševčíkovu podporu. Protestní shromáždění svolala Akce D.O.S.T. a sešlo se na něm do stovky lidí.
Ve volbách do Poslanecké sněmovny Parlamentu ČR v roce 2025 je za hnutí SPD lídrem společné kandidátky SPD, Trikolory, Svobodných a PRO v Jihomoravském kraji.

## Pracovní činnost, kritika
Za jeho působení ve funkci děkana Národohospodářské fakulty se tato fakulta dlouhodobě propadla na druhé místo v žebříčku nejlepšího ekonomického vzdělání dle Hospodářských novin, to si drží i podle ostatních hodnocení. Některými vyučujícími byl obviňován z likvidace svých oponentů a údajného neetického vystupování vůči studentům a akademikům. Za své praktiky byl částí akademické obce kritizován. Tuto záležitost projednával Akademický senát VŠE. Ševčík svá údajná pochybení odmítl a považuje je za manipulativní kampaň, kterou vyvolali vyučující falšující cestovní doklady a ti, kterým nebyla prodloužena pracovní smlouva. Na žádost vedoucího Katedry institucionální ekonomie dal výpověď tehdejšímu rektorovi CEVRO Institutu prof. Josefu Šímovi. Mluvčí fakulty Daniel Váňa k tomu uvedl: „Výpověď byla více než oprávněná, co je závažným porušením pracovní kázně, když ne to, že nechodil do práce v čase, kdy měl?“ Děkanovi Ševčíkovi dal za pravdu svým rozsudkem ze 4. října 2017 Městský soud v Praze a následně rozsudek potvrdil Nejvyšší soud svým rozhodnutím z 19. července 2018. Šíma neuspěl ani u Ústavního soudu.
Ševčíka podpořil Akademický senát Národohospodářské fakulty, vedoucí kateder a administrativní pracovníci. V roce 2014 navrhla Akreditační komise ČR omezit akreditaci čtyřem magisterským oborům vyučovaným na Národohospodářské fakultě. Důvodem mělo být nedostatečné personální zabezpečení výuky a uvádění nepravdivých informací v žádosti. Ševčík rozhodnutí rozporoval, za pravdu mu dal odvolací orgán. Akreditační komise v únoru 2015 konstatovala, že došlo ke zlepšení, a od svého návrhu v únoru 2015 ustoupila.
Miloš Zeman tvrdil, že na VŠE zkoušel marxismus-leninismus. Roku 2012 to Ševčík popřel v pořadu Hyde park stanice ČT24 a Zemana označil za lháře. Činnost Ševčíka jako odborného asistenta Ústavu marxismu-leninismu nicméně potvrzují i další zdroje a je takto uváděn i statistickou ročenkou Vysoké školy ekonomické v Praze 1987 na stranách 60 až 64.
Miroslav Ševčík byl Danielem Münichem kritizován za údajnou nedostatečnou vědeckou publikační činnost. Dle databáze publikační činnosti VŠE má Ševčík přibližně 300 publikačních záznamů. Z toho pouze sedm článků je v časopisech s impakt faktorem — Politická ekonomie (články publikovány v letech 1988, 1994, 2013), Ekonomický časopis (1989), The Columbia Journal of World Business (1990 a 1991) a European Planning Studies (2023) — přičemž Web of Science eviduje celkem šest citací (z toho jednu autocitaci) u dvou z těchto článků. Dále publikoval přes dvě desítky článků v recenzovaných časopisech a zhruba stovku článků v denním tisku. Je autorem nebo spoluautorem třiceti monografií a více než desítky vysokoškolských učebnic a skript.
Věra Čáslavská, Ševčíkova teta, jej kritizovala za kampaň, kterou vedl proti jejímu synovi v souvislosti s úmrtím jejího manžela Josefa Odložila. Po smrti Věry Čáslavské se její syn Martin osobně omluvil sestrám Josefa Odložila a všem dalším příbuzným za jeho usmrcení.

## Kontroverze
Miroslav Ševčík byl opakovaně přistižen při nebezpečné jízdě.

### Neoprávněná jízda s výstražným majáčkem
V roce 2014 jel v protisměru po dálnici D5 s použitím modrého majáku. Vzhledem k hromadné nehodě byla dálnice neprůjezdná. Po půl hodině čekání připevnil na auto modrý maják a jel v protisměru odstavným pruhem. Ševčík to zdůvodnil snahou o záchranu spolujezdkyně, které se udělalo špatně a potřebovala urgentní převoz do nemocnice.

### Využití školních kontaktů k politické sebepropagaci
Před volbami do Poslanecké sněmovny v roce 2021 byl předvolební plakát Ševčíka s výzvou k volbě Trikolory a kroužkování Ševčíka rozeslán na e-mailové kontakty lidí, kteří své adresy poskytli VŠE. Seznam Zprávy zveřejnili svědectví bývalých studentů a spolupracovníků VŠE, podle nichž Ševčík ze systému školy získal kontakty, které využil při své politické reklamě. Podle tiskového tajemníka Národohospodářské fakulty Daniela Váni ale šlo o soukromý adresář, neboť: „K žádnému souboru kontaktů absolventů VŠE nemá doc. Ševčík přístup“.